# 마산중앙중학교
마산중앙중학교(馬山中央中學校)는 대한민국 경상남도 창원시 마산회원구 합성동에 있는 사립 중학교이다.

## 학교 연혁
- 1949년 5월 19일 : 마산공업기술학교 개교(중성동), 초대 교장 이준엽
- 1950년 3월 25일 : 재단법인 무학학원 설립 인가, 초대 이사장 옥종수
- 1958년 2월 22일 : 마산남중학교(6학급) 통합
- 1965년 12월 20일 : 신축교사 이전(마산시 산호동 10-3)
- 1973년 12월 10일 : 신축교사 이전(마산시 완월동 281-1)
- 1974년 3월 26일 : 학교법인 경남학원으로 합병 인가, 경남학원 초대 이사장 박종규
- 1983년 7월 22일 : 신축교사 이전(마산시 합성동 12-3)
- 1987년 11월 16일 : 경남학원을 한마학원으로 명칭 변경
- 1991년 12월 30일 : 학교법인 규성학원으로 변경 허가, 초대 이사장 박재규
- 2021년 4월 15일 : 제5대 이사장 유연주
- 2022년 9월 1일 : 제22대 교장 박기주
- 2023년 1월 4일 : 제71회 졸업식 (183명, 총 졸업생수 26,908명)
- 2023년 3월 2일 : 신입생 입학

## 참고 자료
- 마산중앙중학교 - 한국교육학술정보원 학교알리미